# Teleexpress
Teleexpress är det polska TV-nätverket TVP:s nyhetsprogram. Det sänds dagligen, vanligtvis kl 17.00 på kanalerna TVP1 och TVP Info, men sändningstiden kan ibland ändras på grund av sportprogram.   

## Nyhetsankare

### Nuvarande
- Maciej Orłoś (1991 - 2016[1], sedan 2024[2])
- Aleksandra Kostrzewska (sedan 2024)[2]
- Bartosz Cebeńko (sedan 2024)[3]
- Mateusz Jędraś (sedan 2024, musikinformation)[4]

### Tidigare
- Wojciech Mazurkiewicz
- Wojciech Reszczyński
- Wojciech Nowakowski
- Zbigniew Krajewski
- Marek Sierocki
- Sławomir Zieliński
- Piotr Radziszewski
- Kuba Strzyczkowski
- Maciej Gudowski
- Jarosław Kret
- Jan Suzin
- Piotr Gembarowski
- Tomasz Kammel
- Michał Adamczyk
- Sławomir Komorowski
- Bożena Targosz
- Jolanta Fajkowska
- Magdalena Olszewska
- Kinga Rusin
- Hanna Smoktunowicz
- Adriana Niecko
- Urszula Boruch
- Małgorzata Wyszyńska
- Patrycja Hryniewicz-Nowak
- Beata Gwoździewicz, Paweł Bukrewicz
- Danuta Dobrzyńska
- Katarzyna Trzaskalska
- Marta Piasecka
- Beata Chmielowska-Olech
- Rafał Patyra
- Krzysztof Ziemiec